# Nomia robusta
Nomia robusta är en biart som beskrevs av Cameron 1902. Nomia robusta ingår i släktet Nomia och familjen vägbin. Inga underarter finns listade i Catalogue of Life.